# Episodi di Fantasilandia (quarta stagione)
La quarta stagione della serie televisiva Fantasilandia è stata trasmessa in anteprima negli Stati Uniti d'America dalla ABC tra il 25 ottobre 1980 e il 23 maggio 1981.
| nº | Titolo originale                                       | Titolo italiano | Prima TV USA     | Prima TV Italia |
| -- | ------------------------------------------------------ | --------------- | ---------------- | --------------- |
| 1  | The Devil and Mandy Breem/The Millionaire              |                 | 25 ottobre 1980  |                 |
| 2  | Flying Aces/The Mermaid Returns                        |                 | 1º novembre 1980 |                 |
| 3  | Skater's Edge/Concerto of Death/The Last Great Race    |                 | 8 novembre 1980  |                 |
| 4  | Don Quixote/The Sex Symbol                             |                 | 15 novembre 1980 |                 |
| 5  | The Love Doctor/Pleasure Palace/Possessed              |                 | 22 novembre 1980 |                 |
| 6  | With Affection, Jack the Ripper/Gigolo                 |                 | 29 novembre 1980 |                 |
| 7  | The Invisible Woman/The Snow Bird                      |                 | 6 dicembre 1980  |                 |
| 8  | Crescendo/Three Feathers                               |                 | 20 dicembre 1980 |                 |
| 9  | My Late Lover/Sanctuary                                |                 | 3 gennaio 1981   |                 |
| 10 | High Off the Hog/Reprisal                              |                 | 10 gennaio 1981  |                 |
| 11 | Elizabeth's Baby/The Artist and the Lady               |                 | 17 gennaio 1981  |                 |
| 12 | The Heroine/The Warrior                                |                 | 24 gennaio 1981  |                 |
| 13 | The Man from Yesterday/World's Most Desirable Woman    |                 | 31 gennaio 1981  |                 |
| 14 | The Chateau/White Lightning                            |                 | 7 febbraio 1981  |                 |
| 15 | Loving Strangers/Something Borrowed, Something Blue... |                 | 14 febbraio 1981 |                 |
| 16 | Chorus Girl/Surrogate Father                           |                 | 21 febbraio 1981 |                 |
| 17 | Also Rans/Portrait of Solange                          |                 | 28 febbraio 1981 |                 |
| 18 | The Searcher/The Way We Weren't                        |                 | 7 marzo 1981     |                 |
| 19 | The Proxy Billionaire/The Experiment                   |                 | 21 marzo 1981    |                 |
| 20 | Delphine/The Unkillable                                |                 | 11 aprile 1981   |                 |
| 21 | Basin Street/The Devil's Triangle                      |                 | 2 maggio 1981    |                 |
| 22 | Hard Knocks/Lady Godiva                                |                 | 9 maggio 1981    |                 |
| 23 | Man-Beast/Ole Island Oprey                             |                 | 16 maggio 1981   |                 |
| 24 | Paquito's Birthday/Technical Advisor                   |                 | 23 maggio 1981   |                 |